# Myrsine niauensis
Myrsine niauensis är en viveväxtart som beskrevs av Francis Raymond Fosberg och Sachet. Myrsine niauensis ingår i släktet Myrsine och familjen viveväxter. Inga underarter finns listade i Catalogue of Life.